# A kárhozottak királynője (film)
A Kárhozottak királynője (eredeti cím: Queen of the Damned) 2002-ben bemutatott amerikai–ausztrál horrorfilm Michael Rymer rendezésében. A forgatókönyv Anne Rice 1988-as hasonló című regényén alapul. A főbb szerepekben Stuart Townsend, Aaliyah (utolsó filmes szerepe), Marguerite Moreau, Vincent Pérez és Lena Olin látható.

## Cselekmény
|  | Alább a cselekmény részletei következnek! |

Lestatot, a vámpírt az alvás évtizedeiből egy zenekar hangja ébreszti fel és Lestat elhatározza, énekesként veszi át a hatalmat. Miközben nemzetközi sikert ér el és megtervez egy hatalmas élő koncertet, Lestatot felkeresi hajdani tanítója, Marcus és figyelmezteti, a világ vámpírjai nem fogják tolerálni hivalkodó nyilvános koncertjét.
Jesse Reevest, a paranormális jelenségek kutatóját érdeklődéssel töltik el Lestat dalszövegei és azt állítja munkatársainak, az elmélete szerint Lestat igazából vámpír. Mentora felfedi előtte az igazságot: tudja, hogy Lestat vámpír, akit évszázadokkal ezelőtt Marius de Romanus kreált. Megmutatja neki Lestat naplóját, amit valahonnan megszerzett és most a Talamasca könyvtárban van. Lestat naplójából kiderül, hogyan tette őt Marius vámpírrá és hogyan keltette fel Akashát, az első vámpírt, a zenéjével. Jesse a nyomára lel Lestatnak egy londoni vámpírklubban talál rá Lestatra, ahol konfrontálódik vele és követi őt Los Angelesbe a koncertre, ahol visszaadja neki naplóját. Miután elhagyják Londont, Akasha, akit felébresztett Lestat új zenéje, megérkezik és felgyújtja a klubot.
A Death Valley-i koncerten vámpírok egy csoportja megtámadja Lestatot és Mariust. Akasha megmenti Lestatot és úgy dönt, ő lesz az új királya. Akasha vére által Lestat erősebbé válik. Szembenéznek Maharettel, Jesse nagynénjével, és családjával. Jesse az összekötő kapocs a vámpírok és az emberek közt. Mahret azt tervezi, kiszívja Aksha utolsó csepp vérét is és ebben Lestat lesz segítségére, aki rájön, hogy Jesse-t szereti. Lestat megmenti Jesse-t és vámpírrá teszi. Maharet kővé változik, mert aki kiszívja az utolsó csepp vért is, azt magával ragadja.

## Szereplők
| Szerep              | Színész           | Magyar hang    |
| ------------------- | ----------------- | -------------- |
| Lestat De Lioncourt | Stuart Townsend   | Alföldi Róbert |
| Jesse Reeves        | Marguerite Moreau | Gubás Gabi     |
| Akasha              | Aaliyah           | Kéri Kitty     |
| David Talbot        | Paul McGann       | Fazekas István |
| Marius de Romanus   | Vincent Pérez     | Stohl András   |
| Maharet             | Lena Olin         | Kovács Nóra    |

## A film készítése
A film forgatását, hatalmas nemzetközi és ausztrál szereplőgárdával 2000. október 2-án kezdték meg St. Albanban, Melbourne külvárosában. A forgatási helyszín egy korábbi kekszgyár épületében volt, melyet stúdióvá alakítottak át. A forgatás helyszínei többnyire Melbourne-ben voltak, de néhány jelenetet Los Angelesben vettek fel. Lestat Death Valley-i koncertjéhez 3000 gót statisztát toboroztak Melbourne klubjaiban és az interneten, akiket buszok szállítottak Warribee-be.[forrás?]

## Filmzene
A film zenéje Jonathan Davis első zenei anyaga a Kornon kívül. Jonathan Davis dalai mellett több dal is szerepel az albumon más népszerű bandáktól, így a Static-X-től, a Disturbedtől vagy a Trickytől.